# Weidling (Gemeinde Statzendorf)
Weidling ist eine Ortschaft und eine Katastralgemeinde der Gemeinde Statzendorf in Niederösterreich. Die Ortschaft hat 43 Einwohner (Stand 1. Jänner 2024).

## Geografie
Der Ort liegt nördlich von Statzendorf im Tal des Fladnitzbaches an der Landesstraße L100 (Kremser Ersatzstraße), die von St. Pölten nach Krems führt.

## Geschichte
Das kleine Dorf, dessen Name vermutlich auf Weiler zurückzuführen ist, dürfte sehr alt sein. Laut Adressbuch von Österreich waren im Jahr 1938 in Weidling eine Milchgenossenschaft und einige Landwirte mit Direktvertrieb ansässig.

## Persönlichkeiten
- Franz von Matzinger (1817–1896), Beamter, Ministerialsekretär und Sektionsrat, verstarb im Ort